# 도스 콘벤투알

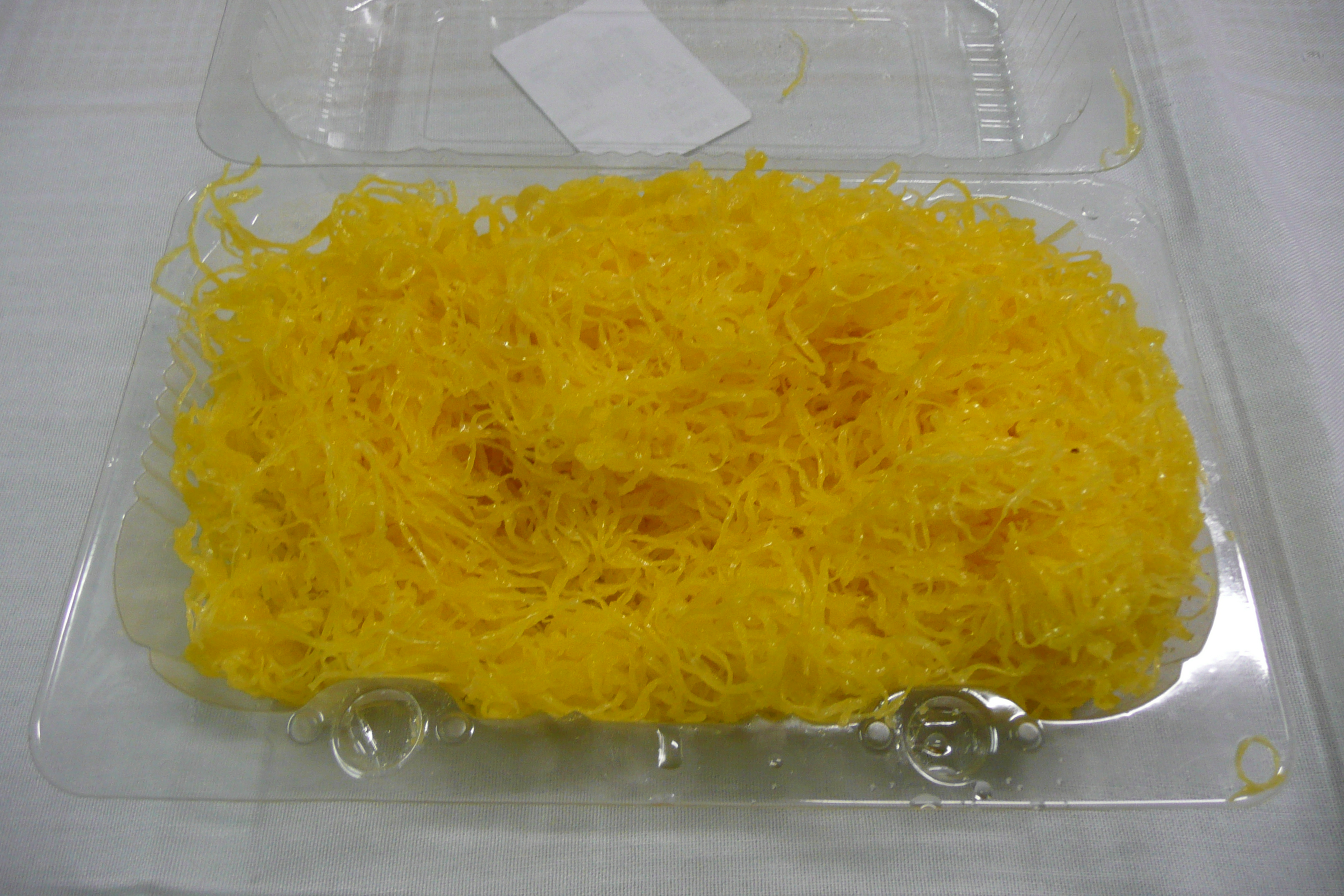
피우스 드 오부스

도스 콘벤투알(포르투갈어: doce conventual→수도원 과자) 또는 도사리아 콘벤투알(포르투갈어: doçaria conventual→수도원 과자류)은 포르투갈의 수도원(convento 콘벤투[*])에서 여성 수도자(수녀)들이 만들던 페이스트리·과자로, 달걀 노른자와 설탕을 주 재료로 쓰는 것이 특징이다. 도스 콘벤투알은 15세기에 널리 만들어지기 시작했는데, 이때는 마데이라 식민지화 및 사탕수수 재배를 통해 대량의 설탕이 포르투갈에 들어오면서 수도원 음식에 설탕이 쓰이기 시작한 시기이다. 18~19세기까지 포르투갈은 유럽 최대의 달걀 생산지였으며, 가난한 사람들이 닭을 봉헌했기 때문에 수도원에는 늘 달걀이 풍부했다. 당시에 달걀 흰자는 포도주 청징에 쓰이거나 옷에 풀을 먹이는 데 쓰였기 때문에, 노른자로는 다양한 후식이 만들어졌다.

## 지역별 도스 콘벤투알

### 미뉴
- 도스 피누(doce fino)
- 마사팡(maçapão)
- 메이아스루아스(meias-luas)

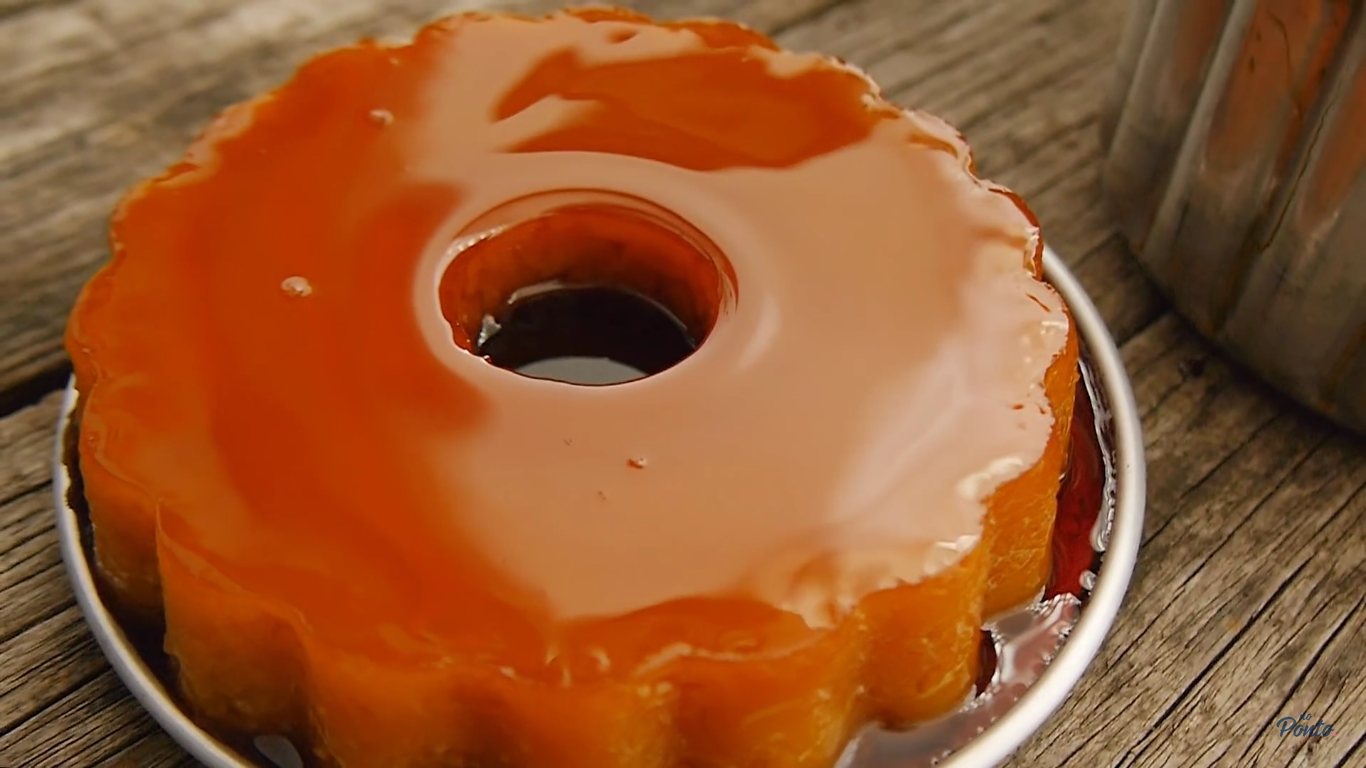
푸딩 아바드 드 프리스쿠스

- 바히가 드 프레이라(barriga de freira)
- 브로이냐 드 아멘도아(broinha de amêndoa)
- 비스코이투 봉 제주스(biscoito Bom Jesus)
- 비우바(viúva)
- 샤루투 드 오부스(charuto de ovos)
- 셀레스트(celeste)
- 수스피루 드 브라가(suspiro de Braga)
- 클라리냐 드 팡(clarinha de Fão)
- 토시뉴 두 세우(toucinho do céu)
- 파디아 드 브라가(fatia de Braga)
- 파르텡(fartem)
- 파스텔 드 상프란시스쿠(pastel de São Francisco)
- 파타운수(fataunço)
- 파파 드 카롤루(papa de carolo)
- 푸딩 아바드 드 프리스쿠스(pudim abade de Priscos)
- 피달기뉴(fidalguinho)

### 도루리토랄

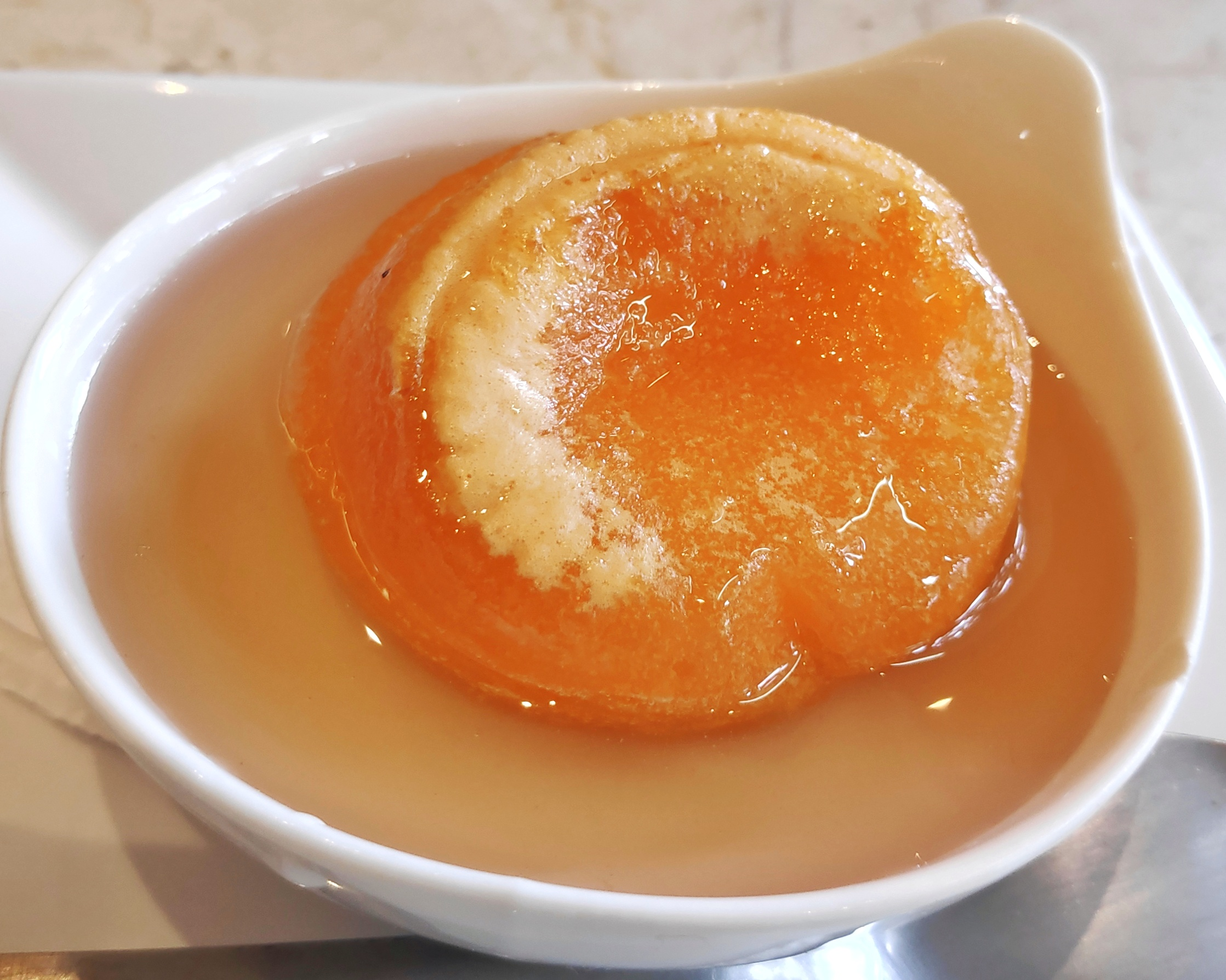
파푸 드 안주

- 레리아 드 아마란트(léria de Amarante)
- 브리자 두 타메가(brisa do Tâmega)
- 사파테타(sapateta)
- 상곤살루(S. Gonçalo)
- 아마란티누(amarantino)
- 카바카 드 산타클라라(cavaca de Santa Clara)
- 타바프(tabafe)
- 파티아 두 프레이슈(fatia do Freixo)
- 파푸 드 안주(papo de anjo)
- 팡 포드르(pão podre)
- 페스코수 드 프레이라(pescoço de freira)
- 페호닐랴(perronilha)
- 포게트 드 아마란트(foguete de Amarante)

### 트라스우스몬트스·알투도루

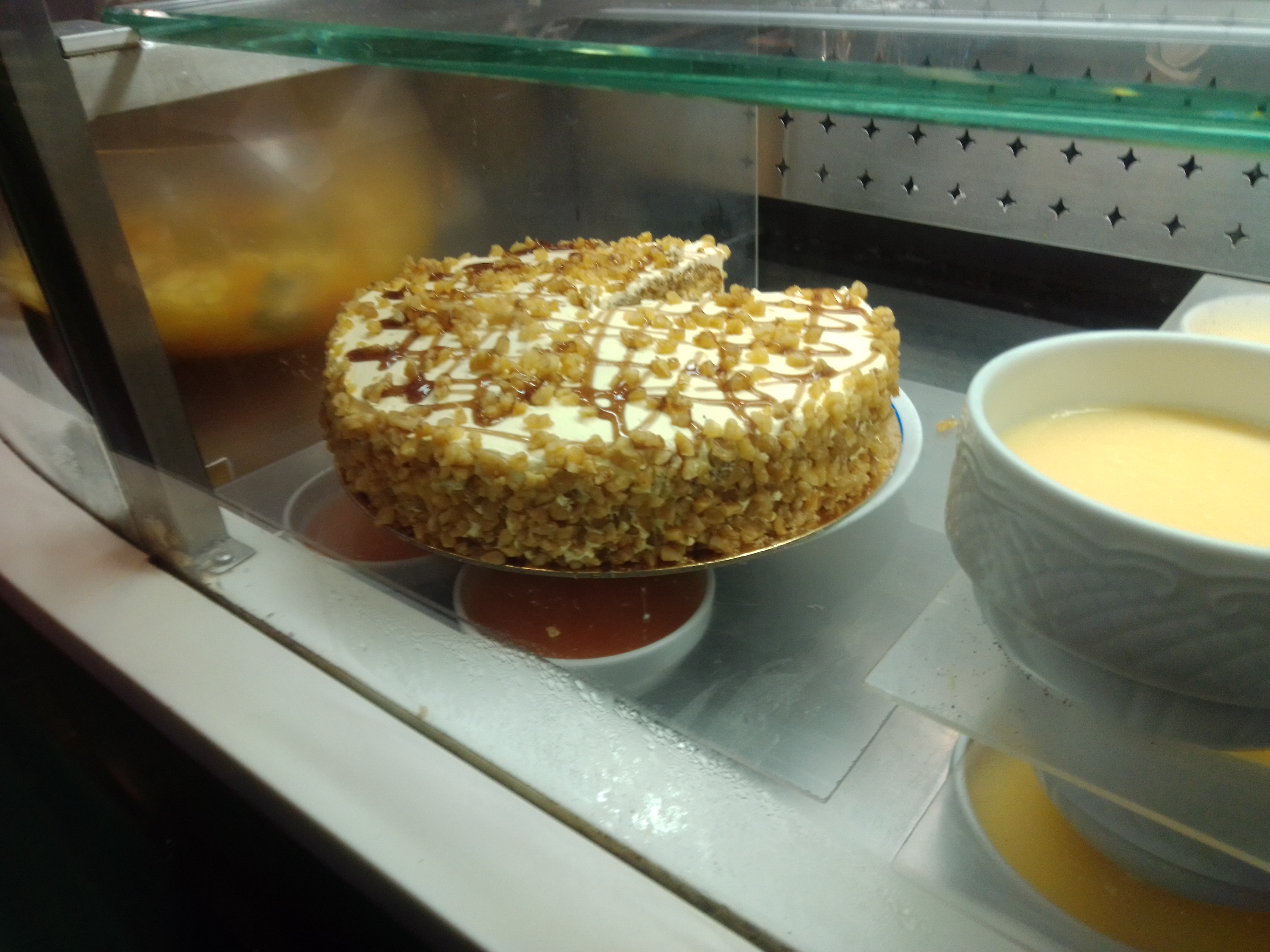
볼루 드 노스

- 도스 드 비우바스(doce de viúvas)
- 마달레나 두 콘벤투(madalena do convento)
- 모르셀라(morcela)
- 벨랴로쿠스(velharocos)
- 볼라도스 드 미란다두도루(bola-doce de Miranda do Douro)
- 볼루 드 노스 드 브라간사(bolo de noz de Bragança)
- 볼리뉴 드 제리무스(bolinho de jerimús)
- 세스타(cesta)
- 케이자다 드 실라(queijada de chila)
- 크레므 다 마드르 조아키나(creme da madre Joaquina)
- 토시뉴 두 세우(toucinho do céu)
- 피투 드 산타루지아(pito de Santa Luzia)

### 베이라리토랄

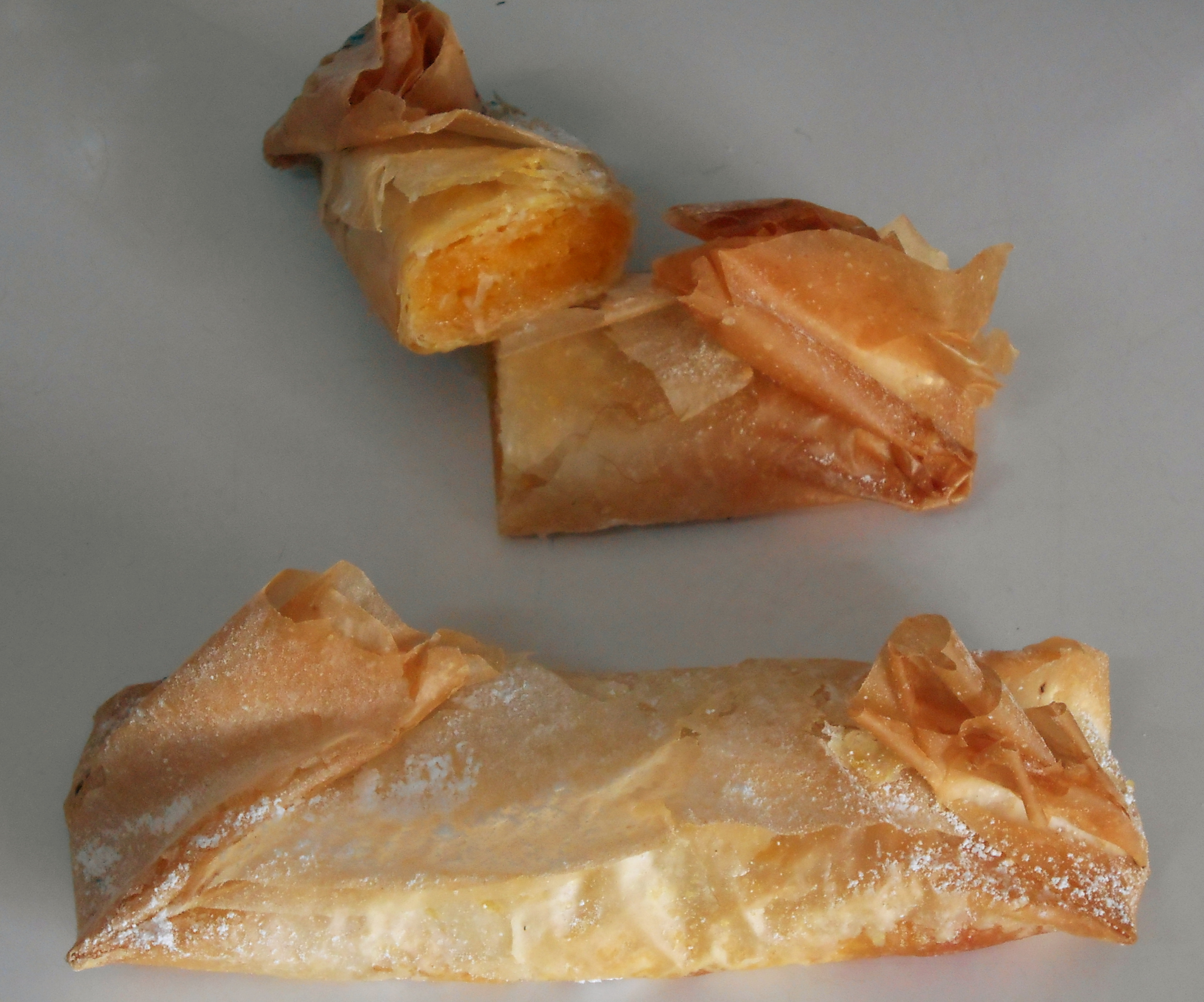
파스텔 드 텐투갈

- 나바다 드 세미드(nabada de Semide)
- 네바다 드 페나코바(nevada de Penacova)
- 노가두 드 세미드(nógado de Semide)
- 람프레이아 드 오부스 다스 클라리사스 드 코임브라(lampreia de ovos das Clarissas de Coimbra)
- 만자르 브랑쿠(manjar branco)
- 멜리시아(melícias)
- 모르셀라 드 아로카(morcela de Arouca)
- 아후파다 드 코임브라(arrufada de Coimbra)
- 트로샤 드 오부스 몰르스(trouxa de ovos moles)
- 파스텔 드 로르방(pastel de Lorvão)
- 파스텔 드 텐투갈(pastel de Tentúgal)

### 베이라알타·베이라바이샤

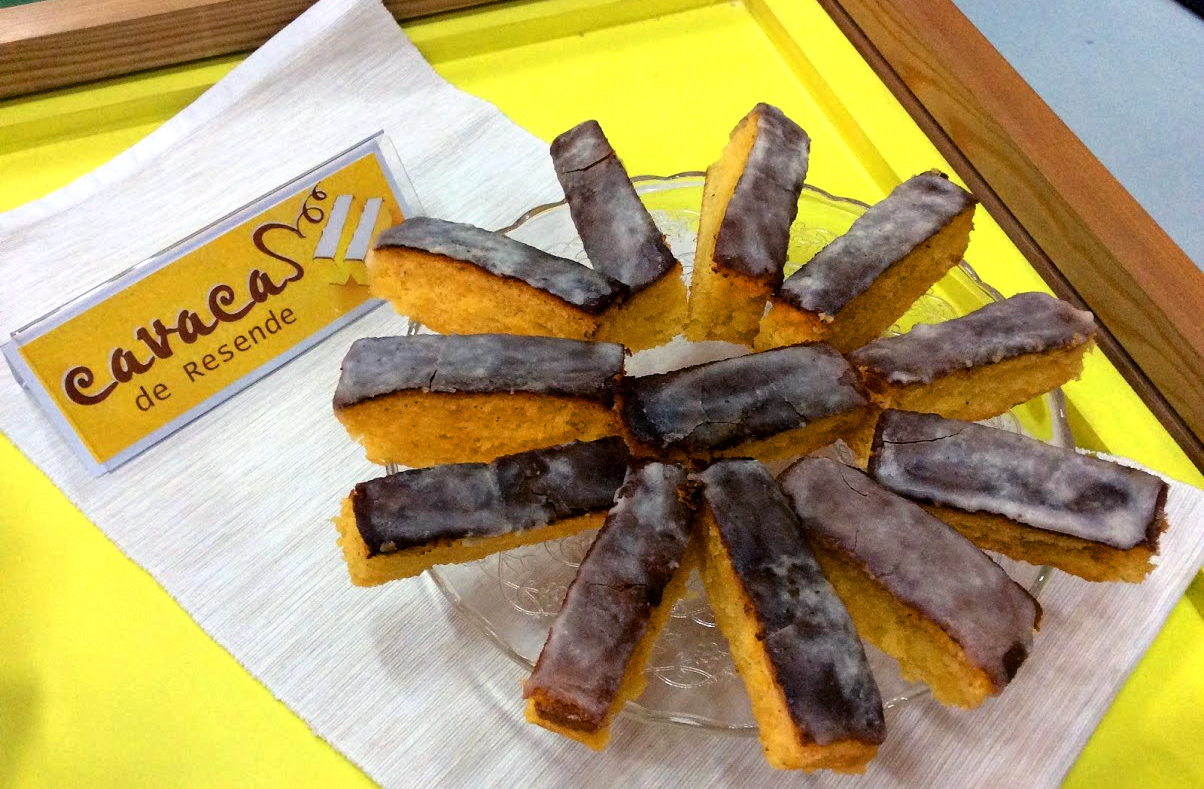
카바카

- 그라드 드 라메구(grade de Lamego)
- 라미나(lâmina)
- 볼루 드 상비센트(bolo de São Vicente)
- 볼루 상프란시스쿠(bolo São Francisco)
- 볼루 파라이주(bolo Paraíso)
- 비카(bica)
- 사르디냐 도스 드 트랑코주(sardinha doce de Trancoso)
- 아르골리냐 두 로레투(argolinha do Loreto)
- 이스케시두(esquecido)
- 카르투슈 드 아멘도아 드 세르나슈두본자르딩(cartucho de amêndoa de Cernache do Bonjardim)
- 카바카 드 산타클라라(cavaca de Santa Clara)

### 히바테주

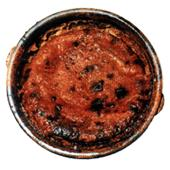
티젤라다

- 브로아 다스 도나스(broas das donas)
- 셀레스트 드 산타렝(celeste de Santarém)
- 소뉴 다 이스페란사(sonho da esperança)
- 소파푸 두 콘벤투(sopapo do convento)
- 티젤라다 드 아브란트스(tigelada de Abrantes)
- 파티아 드 토마르(fatia de Tomar)
- 팔랴 드 아브란트스(palha de Abrantes)
- 팜필류(pampilho)

### 이스트레마두라

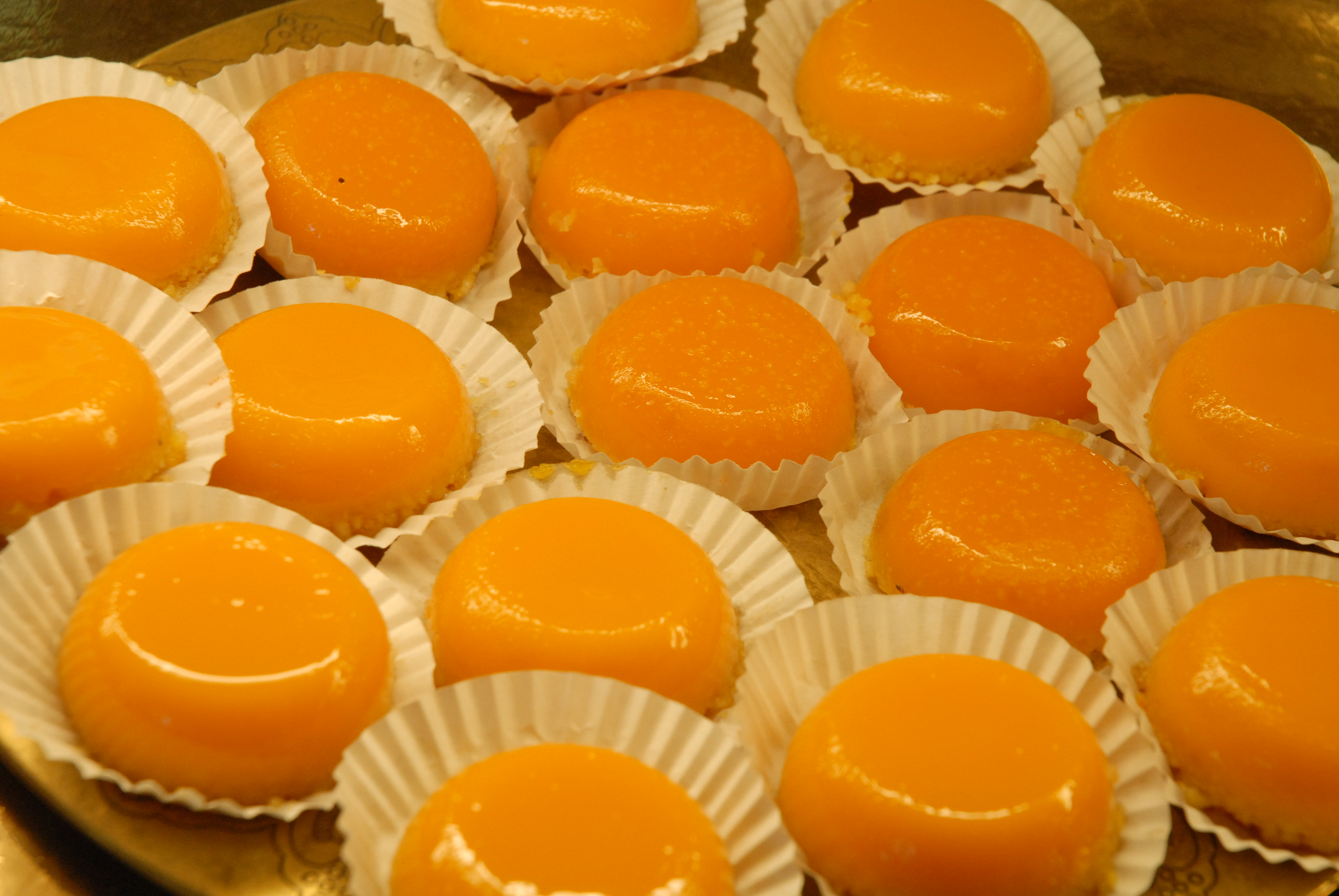
브리자 두 리스

- 노스 드 카스카이스(noz de cascais)
- 델리시아 드 프레이 주앙(delícia de Frei João)
- 마르멜라다 브랑카 드 오디벨라스(marmelada branca de Odivelas)
- 볼루 드 아보보라(bolo de abóbora)
- 봉 보카두(bom bocado)
- 브리자 두 리스(brisa do Lis)
- 아르골라(argola)
- 카스타냐 드 오부스(castanha de ovos)
- 토시뉴 두 세우 드 오디벨라스(toucinho do céu de Odivelas)
- 트라베세이루(travesseiro)
- 티보르나(tiborna)
- 파스텔 드 벨렝(pastel de Belém)
- 팡 드 로 두 모스테이루 드 알코바사(pão de ló do Mosteiro de Alcobaça)
- 팡 드 로 드 알페이제랑(pão de ló de Alfeizerão)
- 프라디뉴(fradinho)
- 피타 드 파스코아(fita de Páscoa)

### 알렌테주

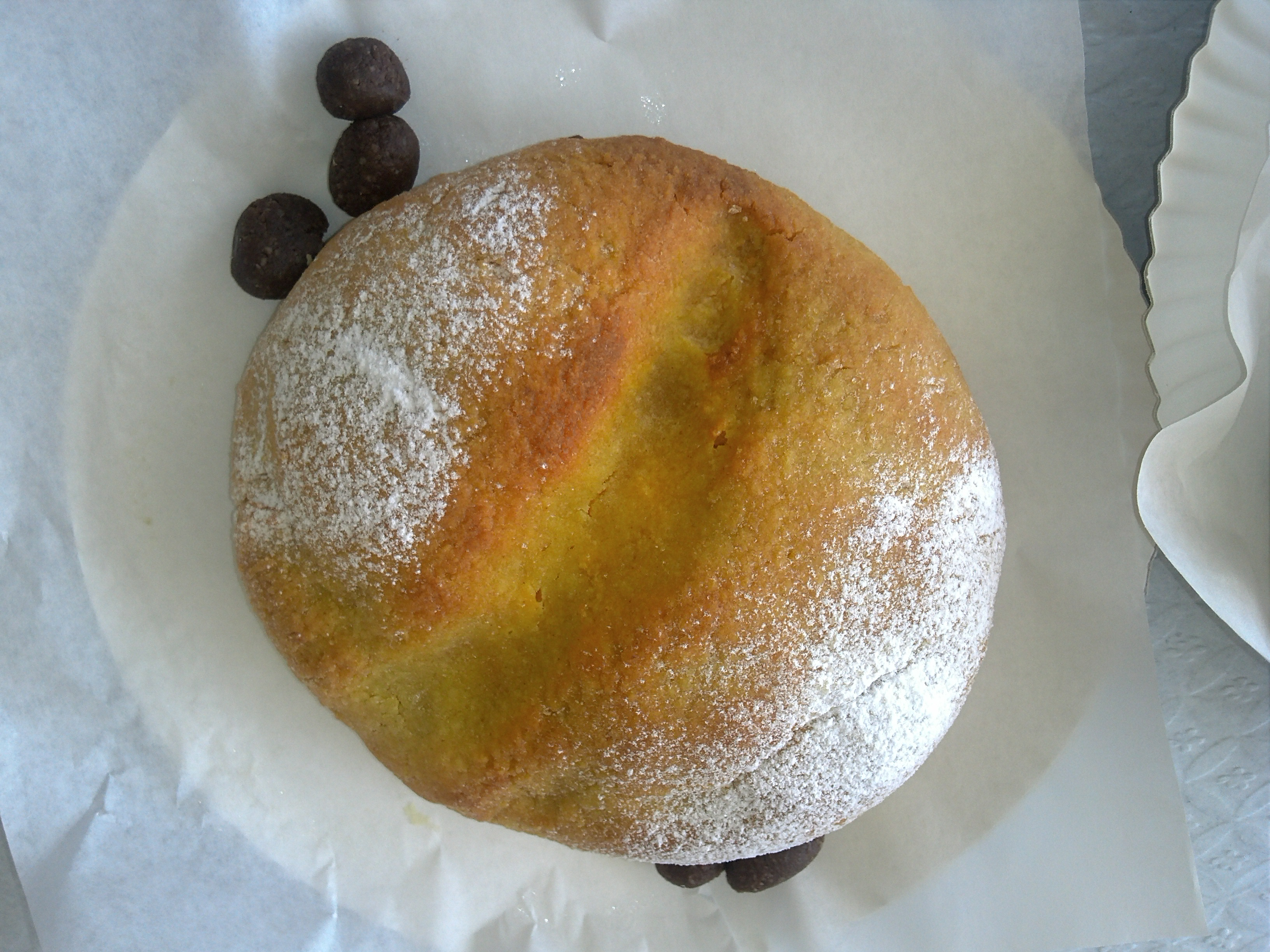
팡 드 할라

- 람프레이아 드 아멘도아 드 포르탈레그르(lampreia de amêndoa de Portalegre)
- 볼레이마 드 포르탈레그르(boleima de Portalegre)
- 볼루 드 멜 드 산타엘레나(bolo de mel de Santa Helena)
- 볼루 드 샤방(bolo de chavão)
- 볼루 포드르 콘벤투알(bolo podre conventual)
- 볼루 피달구(bolo fidalgo)
- 볼루 핀투(bolo finto)
- 봉 보카두(bom bocado)
- 비스코이투 두 카르데알(biscoito do Cardeal)
- 세리카이아(sericaia)
- 소파 도라다 드 산타클라라(sopa dourada de Santa Clara)
- 알멘드라두(almendrado)
- 오렐랴 드 아바드(orelha de Abade)
- 인샤르카다(encharcada)
- 케이주 도라두(queijo dourado)
- 코알랴다 두 콘벤투(coalhada do convento)
- 토시뉴 두 세우 드 산타클라라 드 포르탈레그르(toucinho do céu de Santa Clara de Portalegre)
- 토항 헤알 드 오부스(torrão real de ovos)
- 티보르나 드 오부스(tiborna de ovos)
- 파디냐(padinha)
- 파르트(farte)
- 파티아 헤알(fatia real)
- 팡 드 할라(pão de rala)
- 포르미구(formigo)
- 프레준투 도스(presunto doce)
- 헤부사두 드 오루(rebuçado de ouro)

### 알가르브
- 도스 피누(doce fino)
- 동 호드리구(Dom Rodrigo)
- 마사팡(massapão)
- 모르가두(morgado)

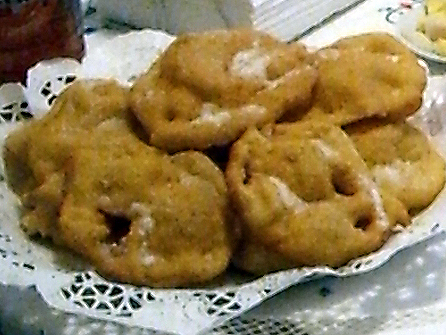
필료

- 볼루 드 실라 이 아멘도아(Bolo de chila e amêndoa)
- 볼루 드 아멘도아 이 노스(bolo de amêndoa e noz)
- 볼루 드 알파호바(Bolo de alfarroba)
- 볼루 드 피구 이 아멘도아(Bolo de figo e amêndoa)
- 비스코이타(biscoita)
- 케이주 드 피구(queijo de figo)
- 케이지뉴(queijinho)
- 토르타 드 라란자(torta de laranja)
- 토르타 드 아멘도아(torta de amêndoa)
- 토르타 드 알파호바(torta de alfarroba)
- 폴라르 알가르비우(folar algarvio)
- 푸딩 다 세하(pudim da Serra)
- 필료 알가르비아 다스 프레이라스 드 타비라(filhós algarvia das freiras de Tavira)

### 마데이라

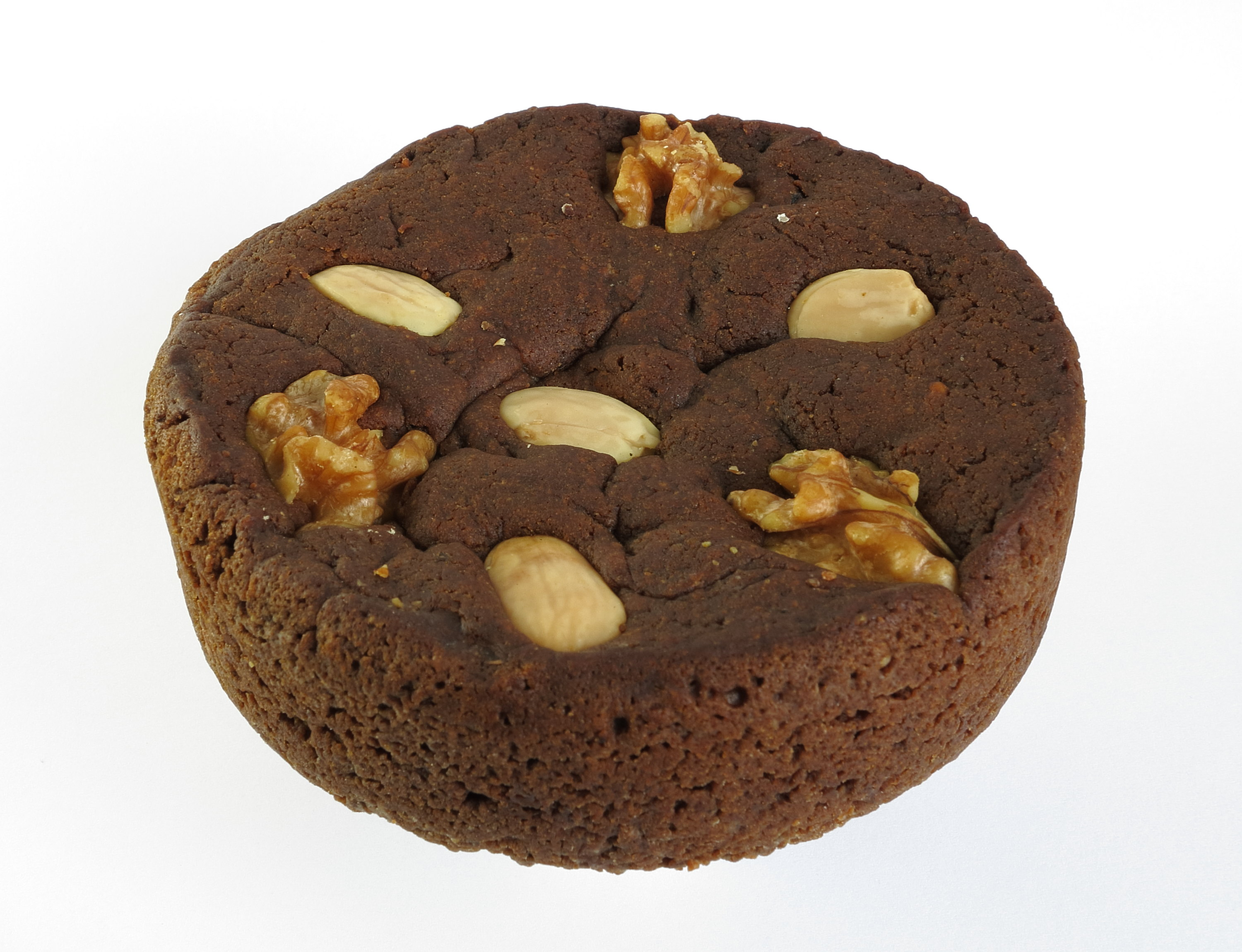
볼루 드 멜

- 메셰리쿠 드 프레이라스(mexerico de freiras)
- 볼루 드 멜 다 마데이라(bolo de mel da Madeira)
- 볼루 프레투(bolo preto)
- 볼리뉴 드 아제이트(bolinho de azeite)
- 크레므 드 쇼콜라트 마데이렌스(creme de chocolate madeirense)
- 프랑골류(frangolho)
- 하바나다 드 비뉴 다 마데이라(rabanada de vinho da Madeira)